# Obryw Bardzki
Obryw Bardzki – osuwisko mas skalnych w południowo-zachodniej Polsce w Górach Bardzkich, w Sudetach Środkowych.

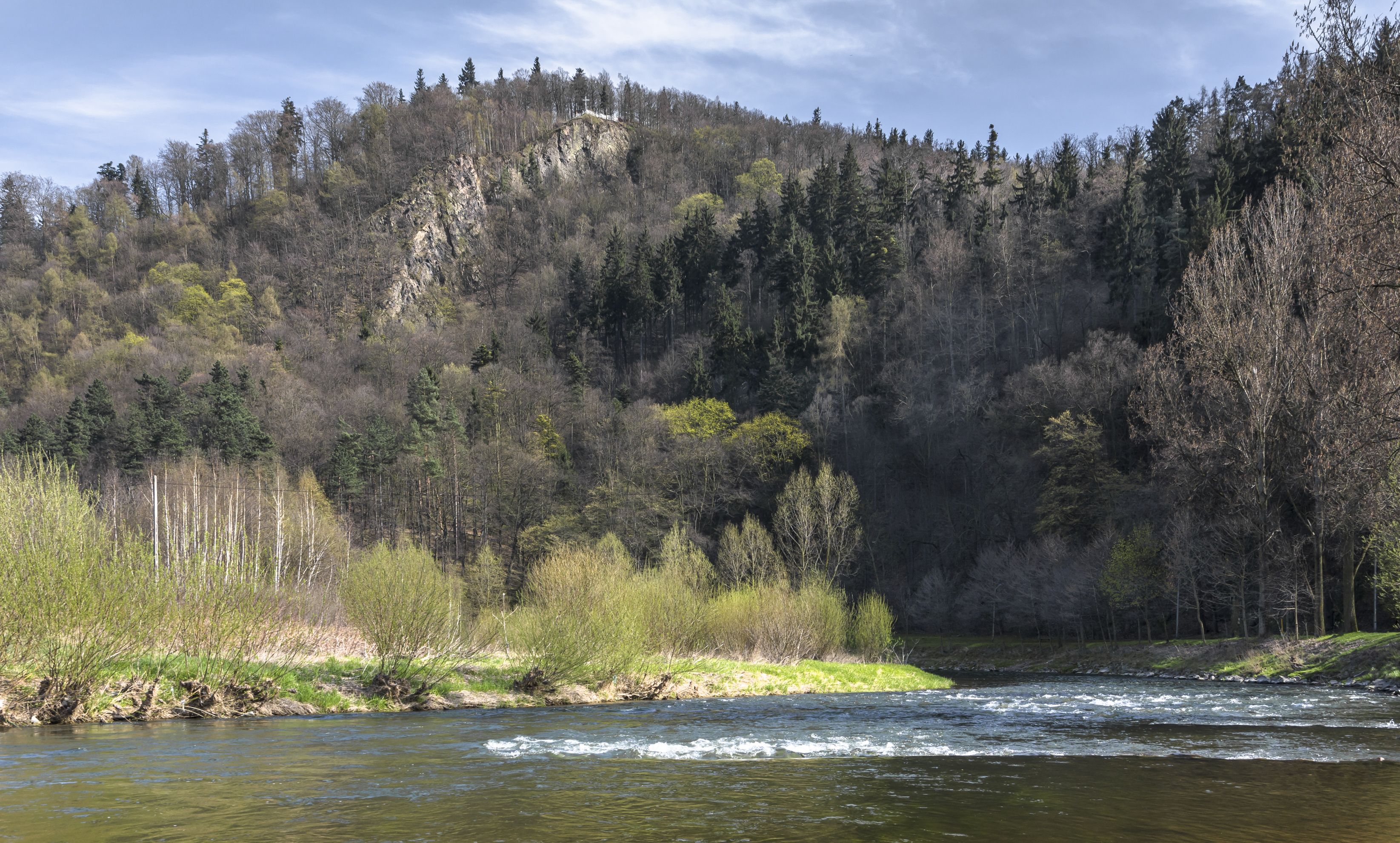
Obryw Bardzki

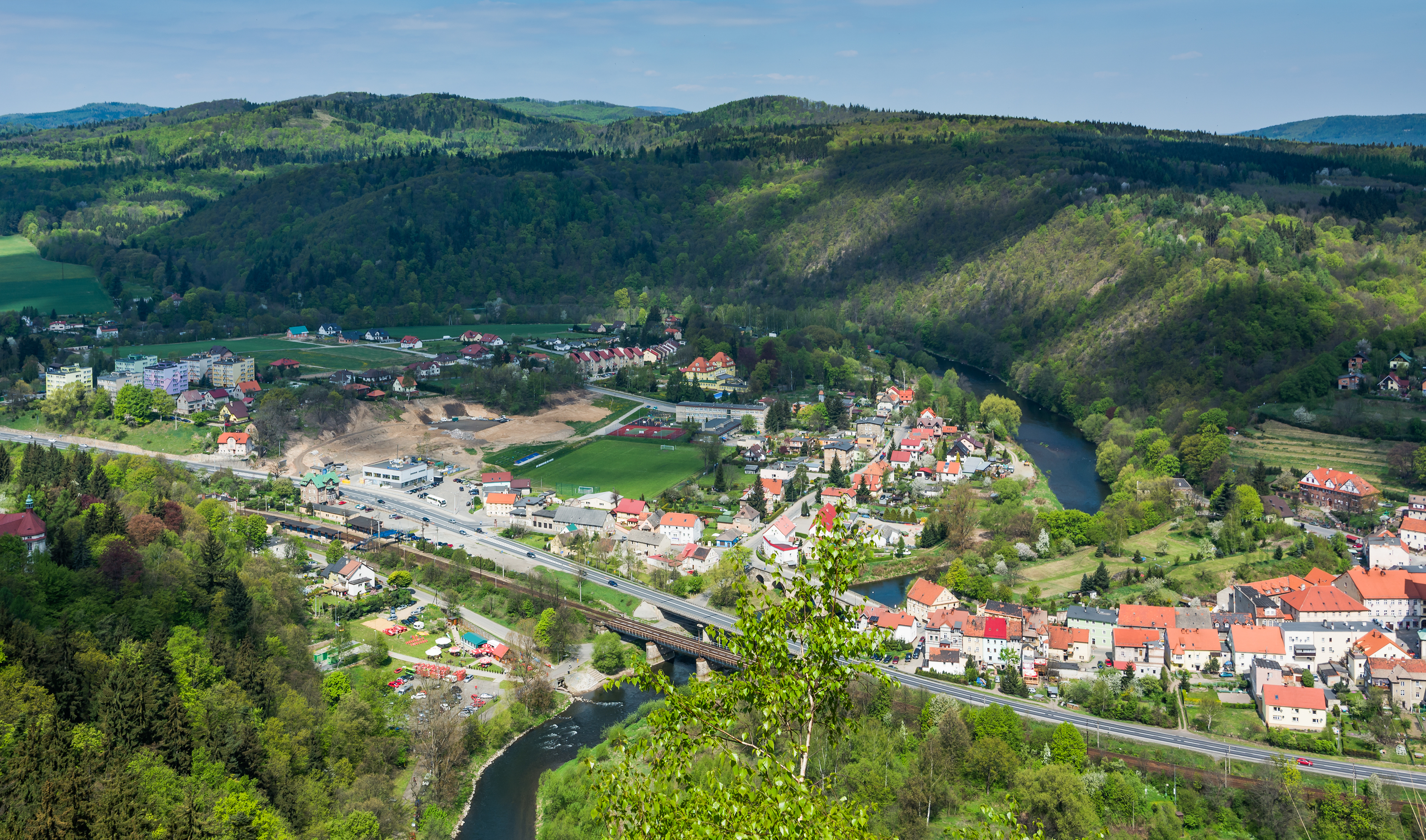
Widok z górnej krawędzi uwiska na Bardo

## Położenie
Obryw powstał na zachodnim stoku Kalwarii położonej w północno-zachodniej części Grzbietu Wschodniego, Gór Bardzkich nad Przełomem Bardzkim, na południowy wschód od Barda.

## Charakterystyka
Obryw skalny znajduje się na terenie zespołu przyrodniczo-krajobrazowego na zachodnim stoku Kalwarii, opadającym do dna doliny Nysy Kłodzkiej. Górna krawędź osuwiska jest zakończona niewielką grzędą skalną położoną na wysokości około 390 m n.p.m. Dolna granica znajduje się na wysokości około 300 m n.p.m. i dochodzi do koryta Nysy Kłodzkiej. Osuwisko jest największym historycznie poświadczonym osuwiskiem zbocza górskiego w Sudetach, ma około 90 m wysokości i do 200 m szerokości. Składa się z dwóch zasadniczych części. Pierwszą stanowi górna strefa oderwania ze ścianą skalną o przebiegu wschód-zachód o wysokości do 30 m z rozległym stożkiem usypowym u podnóża, druga to strefa dolna o charakterze jęzora osuwiskowego. Jęzor osuwiskowy cechuje się nieregularnym układem wałów i obniżeń bezodpływowych, a na jego powierzchni widoczne są wielkie bloki szarogłazów o długości do 10 m. Czoło jęzora nie zachowało się i zostało rozmyte przez wody Nysy Kłodzkiej wkrótce po zdarzeniu, pod koniec XVI wieku. Ślady obrywu są doskonale widoczne w postaci skalistego urwiska na zboczu. Zbocza, a szczególnie podnóże, zaścielają zwały bloków z dolnokarbońskich szarogłazów i łupków ilastych struktury bardzkiej. Osuwisko w dolnej części porośnięte jest lasem, w górnej odsłania się lita skała, wokół osuwiska na stokach rośnie las mieszany z dominacją buka i świerku. Na górnej granicy osuwiska skalnego na stoku Kalwarii stoi krzyż. Podcięcie jęzora osuwiskowego znajduje się naprzeciw kościoła w Bardzie, pomiędzy początkiem drogi krzyżowej na Kalwarię a parkiem miejskim.
Niektóre źródła uważają, że głównym czynnikiem powstania Obrywu Skalnego mógł być wstrząs tektoniczny, wywołany ruchem górotworu, a podmycie zbocza było czynnikiem drugorzędnym.
Zjawisko w literaturze nazywane jest obrywem skalnym, tak określane jest górne urwisko. Z punktu widzenia mechanizmu ruchu mas skalnych jest to typowe osuwisko.

## Historia
Osuwisko powstało 24 sierpnia 1598 roku po długotrwałych, znacznych opadach. Nysa Kłodzka podmyła podnóże Kalwarii, powodując nagłe obsunięcie się znacznej części zachodniego zbocza. Obsuwające się masy skał i ziemi spowodowały wstrząs odczuwalny w okolicznych miejscowościach oraz zatamowały koryto Nysy Kłodzkiej, powodując spiętrzanie się wody w rzece i podtopienie części miasta. Dla Barda i niżej położonych miejscowości niebezpieczeństwem była nieobliczalna w skutkach powódź, lecz nurt Nysy przez zawalisko utorował sobie koryto. W lipcu 1997 w czasie powodzi tysiąclecia wezbrane wody podcięły czoło jęzora osuwiskowego i odsłoniły jego wewnętrzną strukturę z bezładnie zmieszanymi i potrzaskanymi partiami skalnymi.

## Turystyka
Górna krawędź osuwiska stanowi punkt widokowy, z którego roztacza się panorama Barda, Przełomu Bardzkiego i północnej części Grzbietu Zachodniego Gór Bardzkich.